# 古琴琴式列表
琴式为古琴的形状的特定的名称，见下列表（“式”字省略，以音序列），其中仲尼式和伏羲式最为常见。琴身各部件都以人体和自然事物命名。不同時代的審美風格不同，唐琴相对宋琴更圆润些，有所谓“唐圆宋扁”之說。

| - 此君 - 凤势 - 伏羲 - 鹤鸣秋月 - 焦尾 | - 蕉叶 - 连珠 - 列子 - 伶官 - 灵机 | - 落霞 - 霹雳 - 神农 - 师旷 - 响泉 | - 宣和 - 亚额 - 月型 - 仲尼 - 子期 |